# Queenslanapis
Queenslanapis là một chi nhện trong họ Anapidae.